# Aleksander Kleczeński
Aleksander Kleczeński (ur. 11 listopada 1910, zm. 25 marca 1966) – lekarz, prof. dr hab., rektor Akademii Medycznej we Wrocławiu.
Wydział Lekarski Uniwersytetu Jana Kazimierza we Lwowie ukończył w 1935 r. 
W 1938 uzyskał stopień doktora medycyny, habilitował się w 1951, a w 1954 został mianowany profesorem nadzwyczajnym.

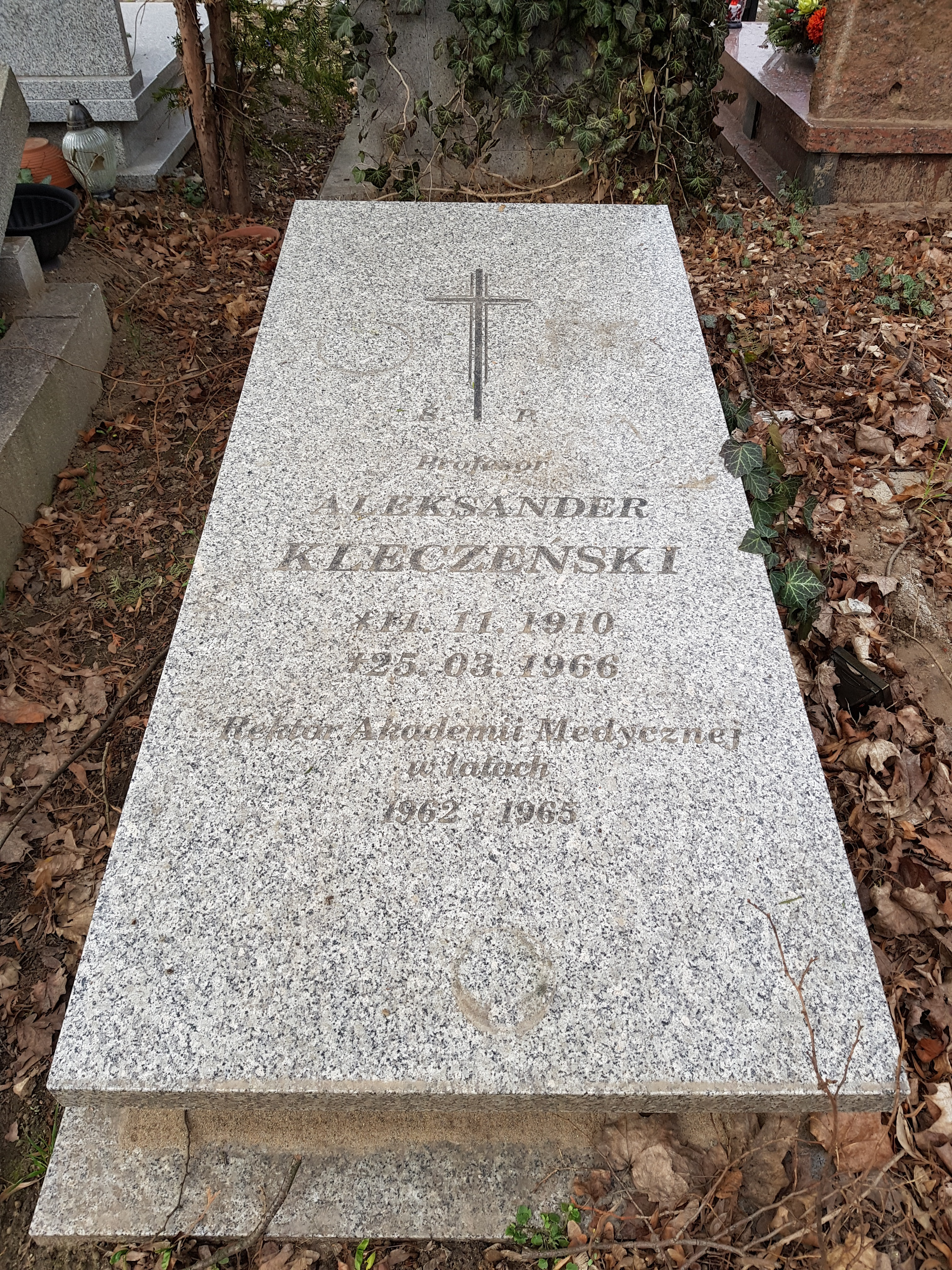
Grób prof. Aleksandra Kleczeńskiego na Cmentarzu św. Wawrzyńca we Wrocławiu

W latach: 1935–1939 asystent Kliniki Chorób Wewnętrznych Uniwersytetu Jana Kazimierza we Lwowie, 1939–1942 asystent Kliniki Chorób Wewnętrznych Państwowego Instytutu Medycyny we Lwowie, 1942–1944 pracownik Zakładu Mikrobiologii Lekarskiej, 1944–1946 ordynator oddziału chorób wewnętrznych przy szpitalu ewakuacyjnym. Od 1946 r. asystent, następnie adiunkt, a od 1954 r. profesor w II Katedrze Chorób Wewnętrznych. W 1961 r. został powołany na kierownika I Kliniki Chorób Wewnętrznych. W latach 1957–1962 prorektor ds. nauki, w kadencji 1962–1965 rektor  Akademii Medycznej we Wrocławiu.

## Członkostwo
Członek Wrocławskiego Towarzystwa Naukowego, Polskiego Towarzystwa Endokrynologicznego i Międzynarodowego Towarzystwa Internistów.

## Główne kierunki badań
Mechanizm działania stanów niedocukrzeniowych, układ krwiotwórczy w chorobach zawodowych. 

## Odznaczenia
- Krzyż Kawalerski Orderu Odrodzenia Polski
- Złoty Krzyż Zasługi – dwukrotnie (w tym w 1951)[1]